# Joe Sample
Joseph Leslie "Joe" Sample (Houston, Texas, 1 de febrero de 1939-ibídem, 12 de septiembre de 2014) fue pianista, teclista y compositor estadounidense de jazz y jazz fusión.

## Historial

### Comienzos
En 1954 formó su primera banda, junto a sus compañeros Wilton Felder y Hubert Laws (flauta y saxo), Wayne Henderson (trombón) y Stix Hooper (batería), bajo el nombre de The Swingsters. En 1958, el grupo se trasladó a California, cambiando su nombre, primero a Modern Jazz Sextet y, más tarde, a Night Hawks. Sample trabajó, además, en la escena de la costa Oeste con músicos como Curtis Amy, Roy Ayers, Philly Joe Jones y otros.

### The Crusaders
En 1961, el grupo pasó a denominarse The Jazz Crusaders y grabó su primer álbum, Freedom Sound. A partir de ahí, Sample actuó con regularidad con su banda, que desarrolla un soul jazz que evoluciona hacia el funk, y con quienes continuó hasta sus últimos días de vida, con distintas formaciones. Paralelamente, Sample desarrolló una sólida carrera como músico de sesión y realizó giras con músicos de jazz como Johnny Hartman (1965), Harold Land (1967), Bobby Hutcherson (1968), Oliver Nelson, Quincy Jones, Bobby Bryant o Donald Byrd (1971), además de acompañar a músicos de pop como Diana Ross o The Jackson Five.
Sample realizó un gran número de grabaciones, en los años 1970, con Joni Mitchell, Joan Báez, Carmen McRae, Ray Charles, Gene Ammons, Kenny Burrell, Stanley Turrentine, Steely Dan, y muchos otros. Participó en el grupo L.A. Express, del saxofonista Tom Scott y, dentro de su grupo The Crusaders (que habían perdido el "Jazz" de su nombre en 1972), colaboró con artistas como David T. Walker, Chuck Rainey, Billy Preston, Leon Ndugu Chancler, Randy Crawford o Joe Cocker. Tras varias desapariciones de The Crusaders, Sample participó en varias de las reapariciones.

### Artista principal
Como solista, o artista principal, comenzó a grabar en 1969 con el álbum Fancy Dance, y realizó diversas grabaciones, en una evolución que va desde el cool, pasando por el post-bop, el jazz fusión, soul jazz y el jazz funk. En los últimos años, cabe destacar por su calidad, y por su personal estilo interpretativo, sus discos con la cantante Randy Crawford, con quién colaboró en The Crusaders, y que, tras un largo retiro, volvió a la escena de la mano de Sample en 2006.

## Estilo
Sample fue un pianista influido por Horace Silver y McCoy Tyner, con conceptos melódicos muy establecidos y reminiscencias de la música religiosa negra, que adoptó su estilo a las exigencias de la trayectoria musical del grupo The Crusaders. Sin embargo, cuando actuaba como acompañante de músicos de jazz, revelaba una poderosa energía de verdadero "bopper".

## Discografía
| Año  | Álbum                                  | Sello discográfico                   |
| ---- | -------------------------------------- | ------------------------------------ |
| 1969 | Fancy Dance                            | Gazell Productions                   |
| 1969 | Try Us                                 | Sonet                                |
| 1969 | Earth Dance                            | Pacific Jazz                         |
| 1975 | The Three                              | Universal Distribution               |
| 1978 | Rainbow Seeker                         | GRP / Blue Thumb Records             |
| 1979 | Carmel                                 | GRP / Blue Thumb Records             |
| 1980 | Voices in the Rain                     | MCA Jazz / MCA                       |
| 1981 | Swing Street Café                      | Verve                                |
| 1982 | The Hunter                             | MCA                                  |
| 1983 | Roles                                  | Universal                            |
| 1985 | Oasis                                  | MCA Jazz / MCA                       |
| 1989 | Spellbound                             | Warner Bros.                         |
| 1990 | Ashes to Ashes                         | Warner Bros.                         |
| 1993 | Invitation                             | Warner Bros.                         |
| 1994 | Did You Feel That?                     | Warner Bros.                         |
| 1995 | Old Places, Old Faces                  | Warner Bros.                         |
| 1997 | Sample This                            | Warner Bros.                         |
| 1999 | The Song Lives On. Con Lalah Hathaway. | GRP                                  |
| 2002 | The Pecan Tree                         | Verve / Universal Distribution       |
| 2004 | Soul Shadows                           | Verve                                |
| 2006 | Creole Love Call. Con Nils Landgren.   | Act Music + Vision / Act / Act Music |
| 2006 | Feeling Good. Con Randy Crawford.      | PRA Records / Bad Records / Pra      |
| 2008 | No Regrets. Con Randy Crawford.        | Bad Records / Pra / PRA Records      |
| 2012 | Live. Con Randy Crawford.              | PRA Records                          |

- Véase The Crusaders.